# Mór Than
Mór Than var en ungarsk kunstmaler (*19. juni 1828;†11. marts 1899). Han blev uddannet i Italien og Wien, men derudover modtog han påvirkninger gennem sit samarbejde med hjemlandets kunstnere. Hans værker er præget af en realistisk til tidlig impressionistisk stil. Emnerne var for det meste historiske begivenheder og portrætter, men han behandlede også mytologiske og fantasiprægede emner. Han udførte flere freskomalerier i større offentlige bygninger i Budapest.